# Izland történelme

Izland írott történelme a vikingek 9. századi betelepülésével kezdődik, korábban a sziget, néhány ír remetétől eltekintve lakatlan volt. A Norvégia egyesítése elől menekülő vikingek 874-ben telepedtek meg Izlandon és hamar benépesítették a szigetet. 930-ban a nemzetségfők megalapították a világ első parlamentjét, az althingot. Izland 1000-ben felvette a kereszténységet. A független állam a fokozódó belháborúk miatt a 13. században a norvég király hűbéresévé vált, majd a kalmari unió megalakulásával a három skandináv állam közös királya kormányozta. A dán kereskedelmi monopólium és a természeti katasztrófák visszavetették az ország fejlődését. A dán-norvég perszonálunió felbomlása után Izland dán birtok maradt, de a 19. században megindultak a függetlenségi mozgalmak. 1874-ben megszületett az alkotmánya, 1918-ban pedig önálló királyságnak ismerték el, amely Dániával perszonálunióban van. Az unió azután bomlott fel, hogy a második világháborúban a németek megszállták Dániát és lejárt a törvényben előírt 25 éves időszak. A független Izlandi Köztársaság 1944. június 17-én alakult meg. A gazdaságilag gyorsan növekvő ország az 1950-70-es években többször is konfliktusba, az úgynevezett tőkehal-háborúkba keveredett az Egyesült Királysággal a halászati jogok miatt. 2008-ban a gazdasági világválság hatására az ország bankrendszere összeomlott, de az új kormányzatnak sikerült stabilizálnia a gazdaságot.

## Korai története
A mintegy 20 millió évvel ezelőtt kialakult Izland (Új-Zéland és Madagaszkár mellett) a legtovább lakatlanul maradt nagy szigetek közé tartozik. Pütheasz görög kereskedő említ egy Thule nevű szigetet hat napnyi hajóútra északra Britanniától, amit egyesek Izlanddal azonosítanak, mások szerint inkább a Feröer vagy Shetland-szigeteket írhatta le. Nem tudjuk mikor szállt partra az első ember Izlandon. I. sz. 3. századbeli római pénzeket találtak a szigeten, de lehetséges, hogy ezeket a későbbi vikingek hozták magukkal, mert a római érmék még évszázadokig forgalomban maradtak.

## Izland benépesülése
A krónikák tanúsága szerint ír (vagy skót) remeték még a vikingek előtt felfedezték Izlandot. A 12. századi Íslendingabók és a Landnámabók krónikák azt írták, hogy paparnak nevezett ír szerzetesek éltek az északiak előtt a szigeten és megtalálták hátrahagyott csengettyűiket, könyveiket és pásztorbotjaikat (hasonló régészeti lelet azonban nem került elő). A vikingek érkezésekor (vagy valamivel előtte) azonban elhajóztak mert nem akartak pogányokkal együtt élni. Ugyanebben az időben egyes izlandiak a Délkelet-Írországban uralkodó Kjarvalr Írakonungrtól származtatták magukat. A régészek a Reykjanes-félszigeten megtalálták egy faház romjait, amelyet a radiokarbonos kormeghatározás szerint 770 és 880 között hagytak el, vagyis feltehetően még a vikingek 874-es érkezése előtt.
A Landnámabók szerint Izlandot a Feröer-szigetek egyik első telepese, Naddoddur fedezte fel, aki Norvégiából otthona felé hajózva eltévedt és egészen Izland keleti partjáig sodródott. Ő Snælandnak (Hóföldnek) nevezte el a szigetet. A svéd Garðar Svavarsson szintén véletlenül tévedt Izland partjaira a 860-as években. Körbehajózta a földet, megállapította, hogy sziget és ott áttelelt. Ő saját magáról Garðarshólminak (Garðar szigete) nevezte el, de többé nem tért vissza.
Az első skandináv aki szándékosan kereste fel a szigetet, Hrafna-Flóki Vilgerðarson volt (állítólag három hollót vitt magával, hogy segítsenek megtalálni a szigetet ezért nevezték Hrafna-Flókinak, Hollós Flókinak). Családját és állatokat is vitt magával, hogy letelepedjen de a tél nagyon hideg volt és inkább visszatértek Norvégiába. Flóki nevezte el a szigetet a ma is használt nevén Íslandnak (Jégföld).

### Az első telepesek

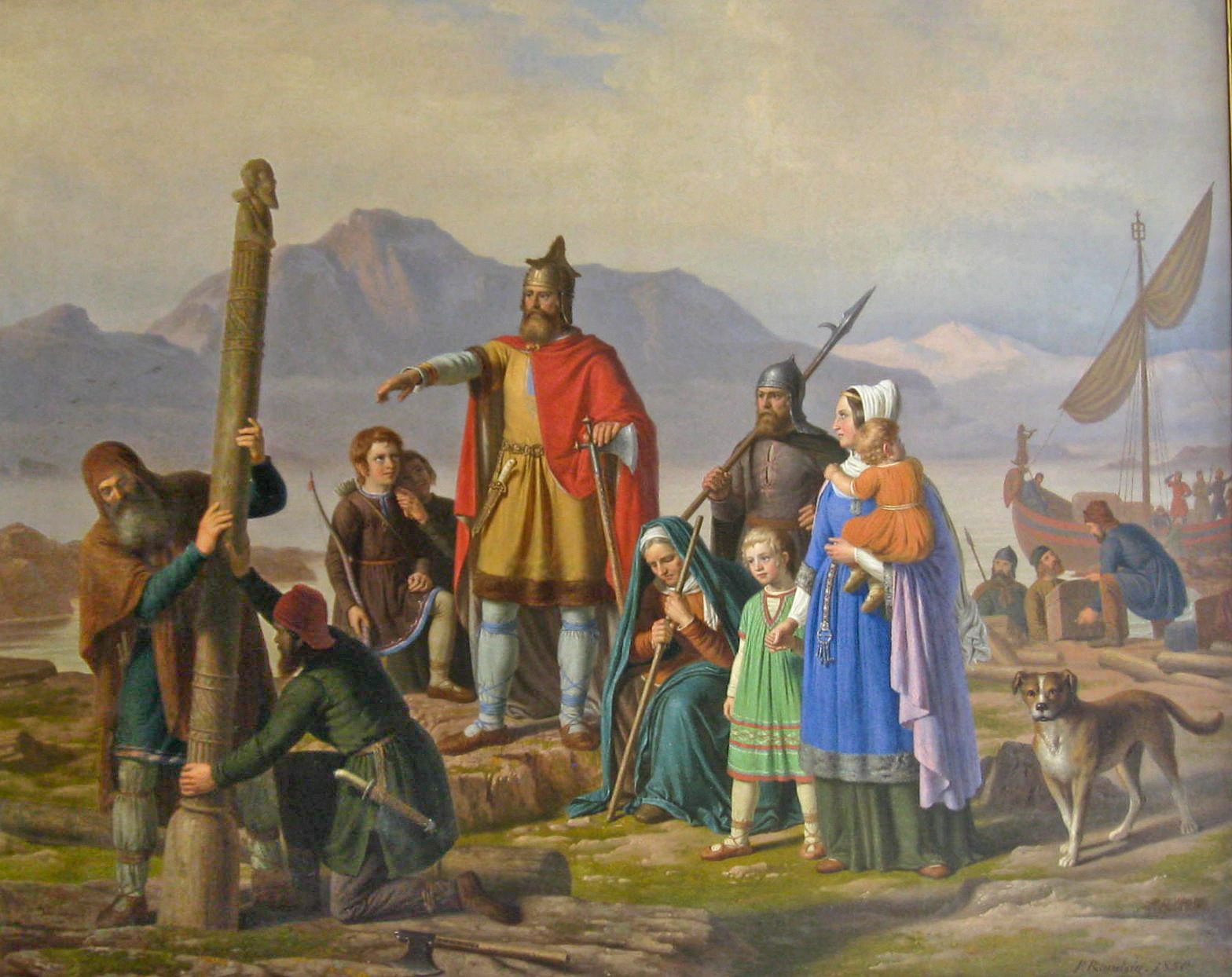
Ingólfur felállítja trónszékének oszlopait (Johan Peter Raadsig képe, 1850)

A Landnámabók szerint Izland első állandó lakosa Ingólfur Arnarson norvég nemzetségfő volt, aki vérbosszú miatt hagyta el 874-ben hazáját. Amikor a sziget látótávolságába ért, trónszékének két faragott oszlopát bedobta a vízbe és kijelentette, hogy ott települ le, ahol az istenek partra vetik azokat. Két rabszolgája három évig kereste az oszlopokat és ahol végül megtalálták, Ingólfur megalapította Reykjavíkot (Füst-öböl, a helyi geotermikus források miatt). Más források szerint mikor Garðar Svavarsson elhagyta Izlandot, egyik embere, Náttfari hátramaradt, így őt kell tekinteni az első állandó lakosnak.
Ingólfurt számos norvég nemzetségfő követte, akik családjaikkal, szolgáikkal és rabszolgáikkal (akik részben ír és skót származásúak voltak) együtt telepedtek át az elkövetkező évtizedek folyamán. A hagyomány szerint a norvégok Széphajú Harald király elől menekültek, aki erővel hajtotta uralma alá a viking törzseket és megteremtette az egységes Norvégiát. Az ország kevés használható mezőgazdasági területtel rendelkezett és túlnépesedett; a norvégok ekkoriban népesítették be a Britanniától északra fekvő szigeteket is. A betelepülés folyamatát alaposan leírja a fentebb említett 12. századi Landnámabók és a valamivel korábbi, megbízhatóbb, de sokkal kevésbé részletes Íslendingabók. Mintegy 60 év alatt az összes művelhető területet belakták az érkező telepesek.

## Izlandi szabadállam

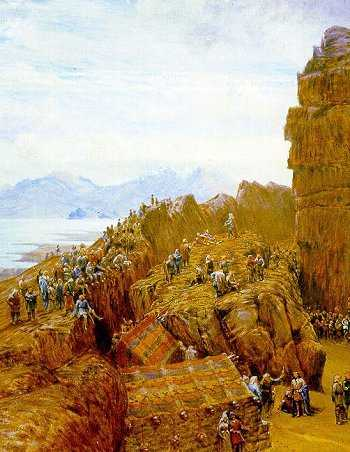
A tanácskozó althing (W. G. Collingwood képe, 19. század)

930-tól kezdve a sziget törvényeit a népgyűlés, az alþingi (vagy althing) hozta. A gyűlést Reykjavíktól 45 km-re, Þingvellirben, a Lögbergnél (Törvényszikla) tartották a nemzetségfők (goðar) részvételével, akik törvényeket hoztak, elbírálták a vitás ügyeket és törvényszéket választottak a perek eldöntésére. A törvényeket nem írták le, azokat a törvénymondó (lögsögumaður) tanulta meg kívülről és évente azokat mind fel is mondta az éves közgyűlésen a szószékként funkcionáló Lögberg szikláról.
Az alþingit sokszor a világ első parlamentjeként emlegetik. Végrehajtó hatalom azonban nem létezett, így a törvényeket a helyi lakosság tartatta be, ami viszont nagy teret adott a vitáknak és vérbosszúknak.
A köztársaság mintegy háromszáz évig független volt, ezalatt telepeket hoztak létre Grönlandon, és az ottani viking telepesek megkíséreltek továbbterjeszkedni Új-Fundlandra, de a helyi indiánok agresszivitása miatt ezt a tervüket végül fel kellett adniuk.

### Keresztény térítés
A szigetre települő vikingek döntő többségükben pogányok voltak és az északi isteneket, Odint, Thort, Freyt és Freyját imádták. A 10. századra végén egyre fokozódott a politikai nyomás a keresztény hit felvételére. Mikor Olaf Tryggvason lépett Norvégia trónjára, országán kívül Izland megtérítését is célul tűzte ki. Misszionáriusai vegyes eredményekkel jártak, néhány törzsfőt megtérítettek, de a legsikeresebb térítőnek, Thangbrandnak el kellett hagynia Izlandot, mert tevékenysége közben néhány embert megölt. Olaf király ezután megtiltotta, hogy pogány izlandiak Norvégiával kereskedjenek és a pogány nemzetségfők norvég rokonai közül túszokat is szedett. Magán Izlandon is polgárháborúval fenyegetett a pogányok és keresztények ellentéte, ezért 1000-ben az althing megbízta az egyik megfontolt ember hírében álló nemzetségfőt, Þorgeir Þorkelssont, hogy ő döntse el, melyik utat kövessék. Þorgeir egy napig és egy éjen át feküdt egy prémtakaró alatt és gondolkodott, majd kihirdette, hogy Izlandnak kereszténynek kell lennie, de egyes szokások, mint a lóhúsevés és a fölös gyerekek kitevése megmaradnak és a pogány isteneknek való privát áldozást is engedélyezték.
Az első izlandi püspököt, Ísleifr Gizurarsont Adalbert brémai püspök szentelte fel 1056-ban.

### A polgárháború és a szabadállam vége

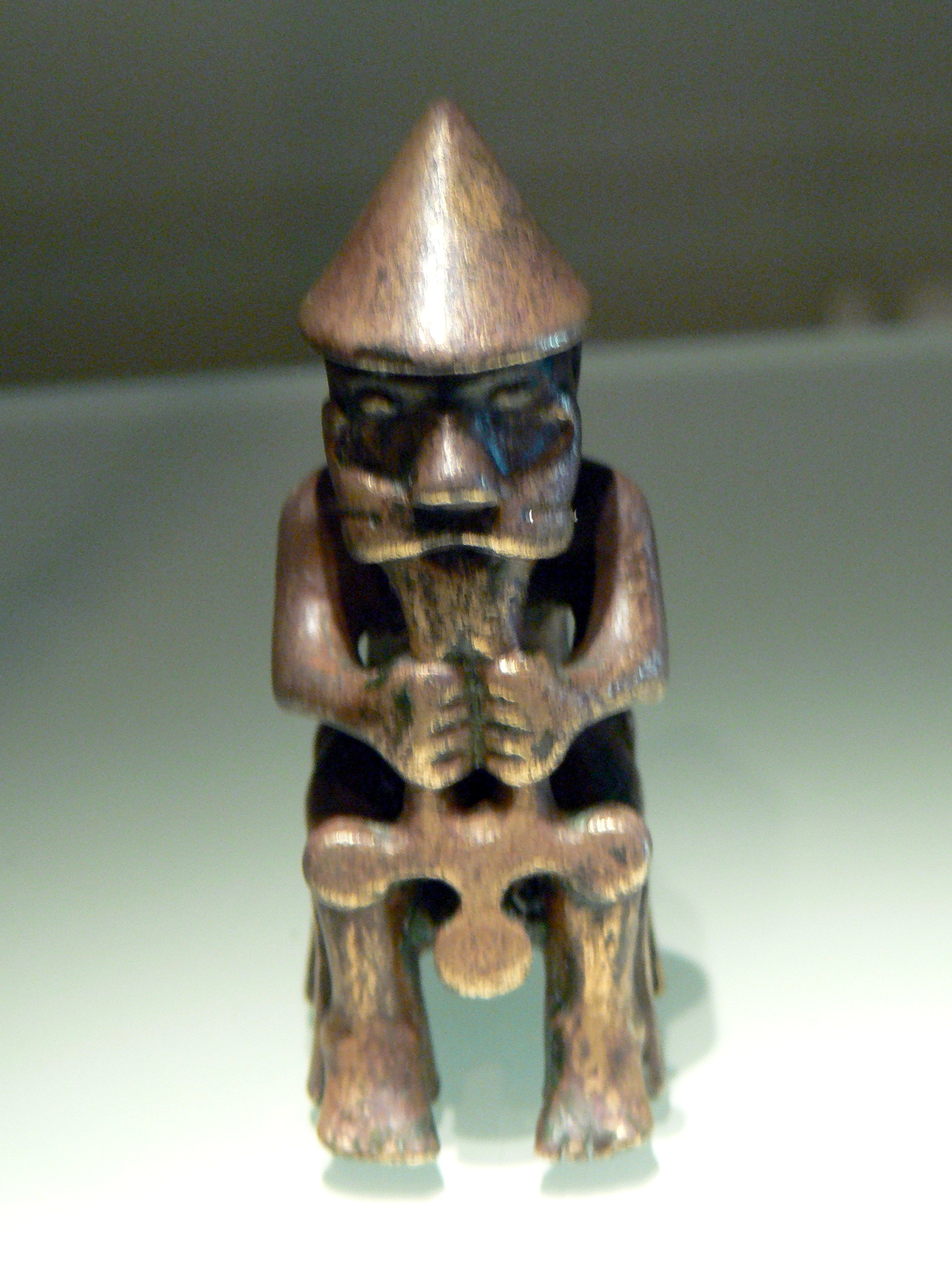
10. századi Thor-szobrocska Izlandról

A 11-12. században néhány megerősödő család egyre nagyobb hatalomra tett szert és az althing egyre kevésbé tudta érvényesíteni akaratát. Az 1200-1262 közötti időszak Sturlung-korszak néven ismert az izlandi Sturla Þórðarson és fiai, Þórður, Sighvatur és Snorri Sturluson után. 1220-ban Snorri Sturluson IV. Haakon norvég király lovagja és hűbérese lett; 1235-ben az unokaöccse, Sturla Sighvatsson is hűséget esküdött a norvég királynak. Sturla megpróbálta erővel kiterjeszteni a hatalmát, de az örlygsstaðiri csatában (Izland történetének legnagyobb ütközetében, ahol egyik oldalon 1000, a másikon 1200 ember harcolt és mintegy 50-en estek el) vereséget szenvedett. A klánok és nemzetségek közötti harc azonban folytatódott és több évtizedes belháború után 1264-ben az althing beleegyezett, hogy az izlandiak a norvég király alattvalói legyenek.

## Norvég uralom
A királlyal történt megállapodás értelmében az izlandiak adót fizettek, cserébe pedig Norvégia biztosította a törvények betartatását és biztos kereskedelmi kapcsolatokat ígért, konkrétan évente hat hajó küldését vállalta fával megrakodva. Az izlandiak és a norvégok azonos jogokkal rendelkeztek. A következő évtizedekben nem sokat változott a sziget belső helyzete, az althing továbbra is megtartotta törvényhozó és törvénykező szerepét, viszont a tized révén biztos jövedelemmel rendelkező egyház fokozatosan egyre nagyobb gazdasági hatalomra tett szert és a sziget két püspöke felvásárolta a nemzetségfők földjeit.
Körülbelül ekkor kezdődött el az éghajlat lehűlése, az ún. kis jégkorszak. Az északi területeken a nyarak rövidebbek és a telek hidegebbek lettek. A korábban sem bőven termő földek élelmiszertermelése tovább csökkent és a népességnek fokozódó nehézségekkel kellett szembenéznie. A legfontosabb termény, az árpa hozama csökkent, majd termesztése teljesen lehetetlenné vált és az állatok teleltetését csak szénával lehetett megoldani. Európából gabonát kellett behozni, hogy élelmezni tudják a lakosságot; cserébe az izlandiak szárított tőkehalat szállítottak, amit a keresztények böjt idején is fogyaszthattak. Az éghajlat lehűlése ellehetetlenítette a két grönlandi település létét is, amelyek ekkoriban néptelenedtek el és az 1400-as évek közepére teljesen kihaltak.

## Dán uralom

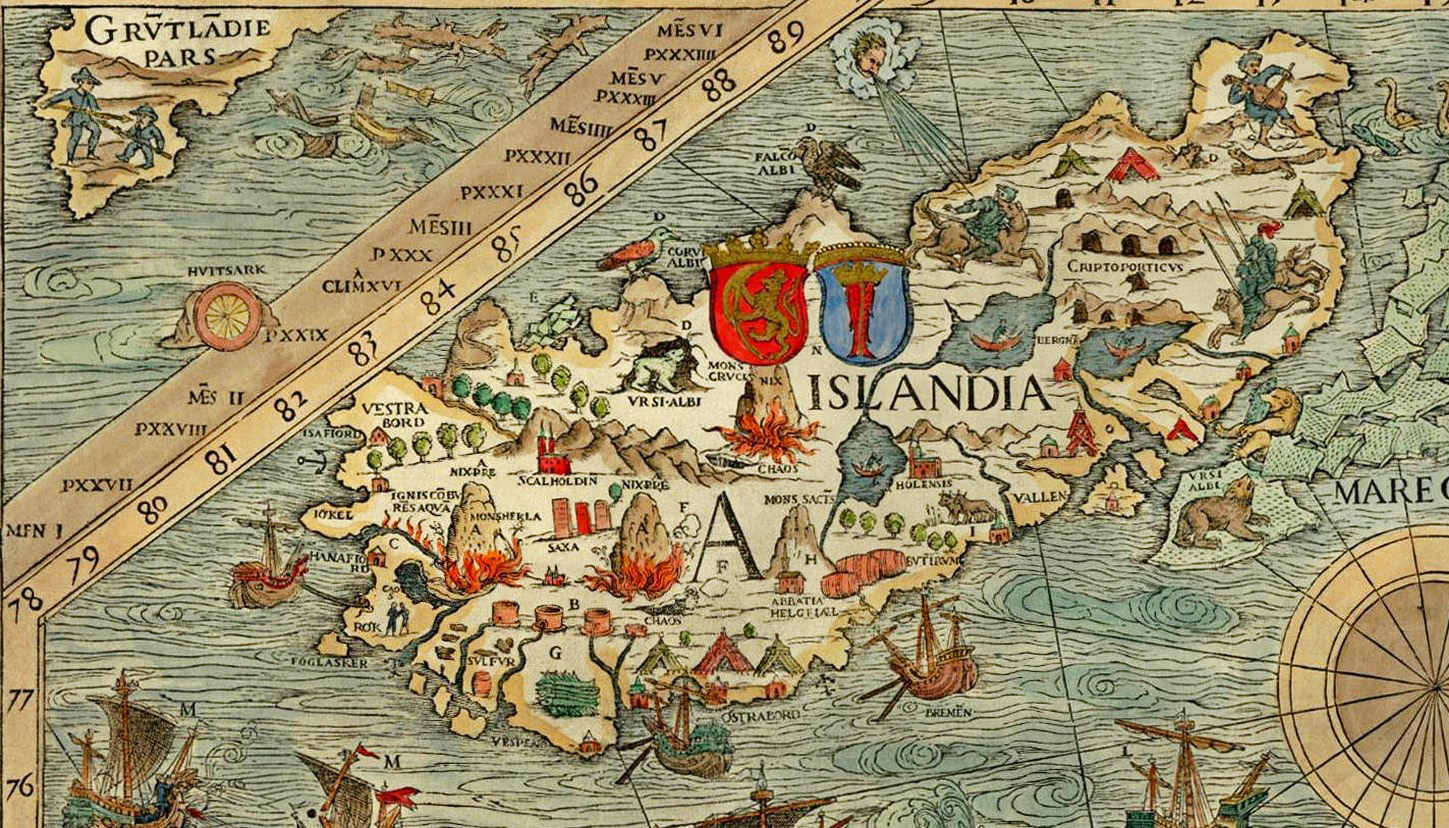
Izland a 16. századi Carta Marinán

1380-ban IV. Olaf halálával Norvégiában I. Margit dán királynő lett az uralkodó és megalakult a három északi királyságot egyesítő kalmari unió. Izland jelentősége ezzel lecsökkent, egy nagy birodalom peremvidékévé vált, amely még nehezebben tudta eladni a halát és gyapjúszövetét mint korábban.
A 16. században a reformáció után III. Keresztély király kötelezte alattvalóit a lutheránus vallás felvételére. A két izlandi katolikus püspök, Jón Arason és Ögmundur Pálsson tiltakozott az erőszakos térítés ellen. Ögmundurt Dániába deportálták, de Jón Arason még egy évtizedig fegyveresen ellenállt, csak 1550-ben fogták el és fejezték le két fiával együtt. Az izlandiak ezután lutheránusok lettek, és ma is ez az uralkodó vallás.
1602-ben a király merkantilista gazdaságpolitikájából következően a kormányzat megtiltotta hogy Izland Dánián kívül más országgal kereskedjék. A kereskedelmi monopólium egészen 1786-ig tartott.
1627-ben arab, török és berber kalózok fosztogattak Izland partjain, embereket mészároltak le és majdnem 400 lakost hurcoltak el rabszolgának az észak-afrikai kikötőkbe. Az esemény a mai napig eleven él az izlandi köztudatban Tyrkjaránið, magyarul törökdúlás néven, noha nem kizárólag csak törökök voltak ennek az okozói.
1660-ban III. Frigyes bevezette az abszolút monarchiát országaiban, aminek következtében Izland elvesztette korábbi autonómiáját és törvényhozási jogait.
1703-ban hajtották végre az ország első népszámlálását, aminek az eredménye szerint akkor 50 358 izlandi élt a szigeten. 1707-ben azonban a fekete himlő katasztrofális járványa tört ki Izlandon, aminek a lakosság mintegy egyharmada, 18 000 ember esett áldozatul.
1783-ban újabb katasztrófa következett be, a Laki vulkán kitörése. Ennek nyomán a vulkáni hamu és gázok szinte az egész szigetet ellepték, felperzselődött a fű és az állatállomány 80%-a elhullott. A vulkánkitörés következtében vagy az utána dúló éhínségben az izlandiak egyötöde, tízezer ember halt meg. A vulkán 14 köbkilométernyi lávát lövellt ki és a kitörés eredményeképpen több évre lehűlt az éghajlat az egész északi féltekén.
Az 1814-es kieli béke értelmében Norvégia Svédországhoz került, ám Dánia megtartotta Izlandot.

## Függetlenségi mozgalom

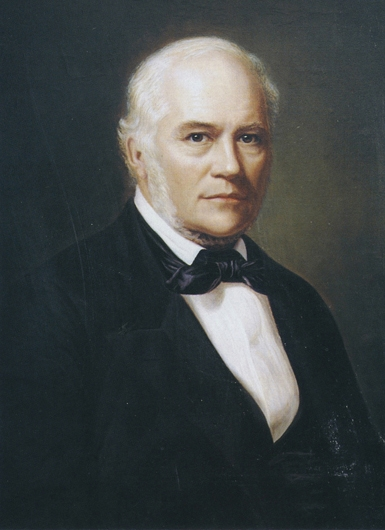
Jón Sigurðsson

A 19. században az éghajlat hideg maradt és sok izlandi kivándorolt Amerikába, elsősorban a kanadai Manitobába. A romantikus nacionalizmus áramlata Izlandra is eljutott Európából és néhány Dániában tanult izlandi értelmiségi megalapította a Fjölnismenn mozgalmat az izlandi nemzeti öntudat fejlesztése céljából. A század közepén Jón Sigurðsson jogász függetlenségi mozgalmat is indított. 1843-ban újra ülésezni kezdett az 1800-ban feloszlatott althing is.
A függetlenségi áramlatok egyik fő mozgató ereje annak felismerése volt, hogy legalábbis részben a külföldi uralom miatt, az ország nemzetközi összehasonlításban végtelenül elmaradott volt. Az ország lakossága a 19. század végén 70 000 fő körül mozgott, azaz gyakorlatilag ugyanannyi volt, mint az izlandi honfoglalás befejeződésekor. (Ez alatt az ezer év alatt a közeli és hasonló természeti körülmények között lévő Norvégia lakossága a becslések szerinti mintegy 250 000 főről megközelítőleg 2 millió főre növekedett.) A földművelés és a halászat módszerei szinte változatlanok maradtak az országban. Nem voltak kiépített utak vagy kikötők, világítótornyok, jelentősebb hidak. Az egyetlen település a 2000 fő körüli lakosságú Reykjavík volt, az ország többi lakosa elszigetelt farmokon élt. Egyetlen középiskolán és egy teológiai szemináriumon kívül nem volt iskola az országban. Minden kül- és belkereskedelem dán kézben volt.
1874-ben a viking betelepülés ezredik évfordulóján a dán kormányzat alkotmányt és részleges önkormányzatot adott Izlandnak, amit 1904-ben tovább bővítettek. 1903-ban felülvizsgálták az alkotmányt és a reykjavíki székhelyű, izlandi ügyekért felelős miniszter azontúl az althingnek is be kellett számoljon. Az első ilyen miniszter Hannes Hafstein volt.
Az 1918. december 1-én életbe lépő uniós törvény Izlandot külön államnak, Izlandi Királyságnak ismerte el, amely perszonálunióban van a Dán Királysággal. Izland saját zászlót kapott, a kül-és hadügyeit Dánia intézte. A törvény lehetővé tette, hogy az uniót 25 évvel később felülvizsgálják; az 1930-as évek izlandi közvélekedése az volt, hogy a teljes függetlenségre törekednek, amit legkésőbb 1944-ben szándékoztak elérni.

## Második világháború

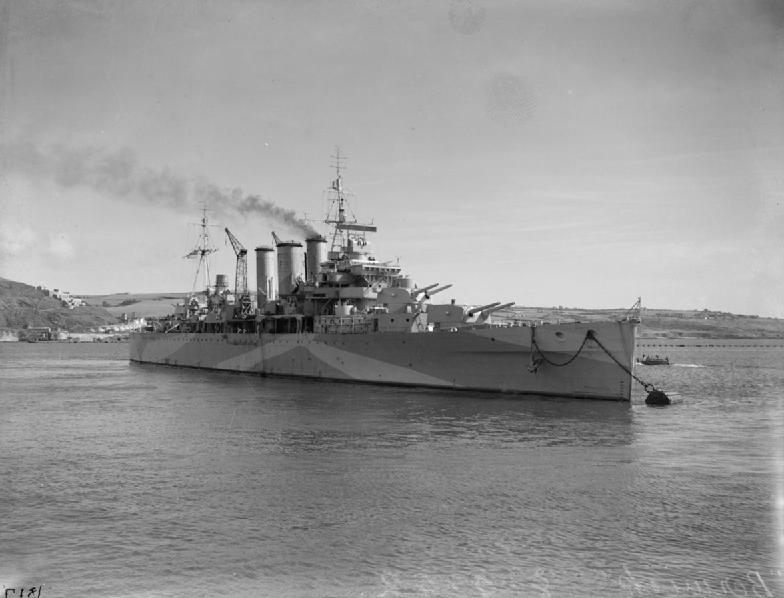
A brit megszállást vezető HMS Berwick

A küszöbön álló világháború előtt az észak-atlanti térségben nagy stratégiai fontosságú Izland kinyilvánította szigorú semlegességét és valamennyi párt részvételével koalíciós egységkormány alakult. Megtagadták, hogy német repülőgépek leszálljanak a szigeten, de német kereskedelmi hajók rendszeresen kikötöttek egészen amíg a háború kezdetén Németország brit blokád alá nem került. Izland tiltakozott Angliában a kereskedelem szabadságának megsértése ellen, de a helyzet nem változott.
1940. április 9-én Németország megkezdte Dánia megszállását és a dán és izlandi kormány közötti kapcsolat megszakadt. Április 10-én az izlandi parlament ideiglenesen átvette a külügyek irányítását és Sveinn Björnsson személyében kormányzót választott, akiből később a köztársaság első elnöke lett. A brit védelmi javaslatokat elutasították, mert az sértette volna a semlegességüket. Norvégia német megszállása után Anglia nem kockáztatta, hogy a németek az észak-atlanti összeköttetést veszélyeztető támaszponttá építsék ki Izlandot és május 10-én a britek megszállták a szigetet. Ellenállást nem tapasztaltak, csak a parlament tiltakozott az ország semlegességének megsértése miatt. Hermann Jónasson miniszterelnök felszólította a lakosságot, hogy a brit csapatokat vendégeknek kijáró udvariassággal kezeljék. 25 000 angol katona védte a szigetet a német megszállás ellen. 1941 júniusában megszületett az izlandi-amerikai megállapodás, aminek értelmében az ország védelmét az Egyesült Államok biztosítja és a briteket 40 000 amerikai katona váltotta fel, amivel a felnőtt férfilakosság ideiglenesen megduplázódott (Izland népessége ekkor 120 000 körül volt).

## Izlandi Köztársaság
1943. december 31-én lejárt a törvényben előírt 25 éves időszak a Dániával való perszonálunióval. 1944. május 20-án népszavazást tartottak, melynek során az izlandiak 97%-a a függetlenségre és 95%-a a köztársasági államformára adta le voksát. Az Izlandi Köztársaság 1944. június 17-én alakult meg, első elnöke Sveinn Björnsson lett. A még mindig német megszállás alatt álló Dánia királya, X. Keresztély gratulált az új, független államnak.
A háború során Izland jelentős jövedelemre tett szert a brit, majd az amerikai csapatok ellátásából, utána pedig a Marshall-terv során egy főre számítva messze a legnagyobb amerikai segélyt kapta (209 dollár/fő, míg a második Hollandiában ez 109 dollár/fő volt).
A hárompárti kormány (amely a konzervatív Sjálfstæðisflokkurinn, a szociáldemokrata Alþýðuflokkurinn és a szocialista Sósíalistaflokkurinn pártokból tevődött össze) a befolyó pénzösszegekből felújította az izlandi halászflottát és halfeldolgozó üzemeket, cement- és műtrágyagyárakat építettek és modernizálták a mezőgazdaságot. Az ország exportját döntő mértékben a haleladások tették ki, melyet a kormány az izlandi valuta manipulálásával is védett. A halfogás ingadozásai miatt az exportbevételek is állandóan változtak egészen a 90-es évekig, amíg a gazdaságot sikerült megfelelően diverzifikálni.
1946 októberében kivonták az amerikai csapatokat, de az Egyesült Államok Keflavíkban fenntartott egy légibázist, ahonnan a hidegháború éveiben figyelték az Atlanti-óceán hajóforgalmát. Izland 1949-ben belépett a NATO-ba, de azzal a feltétellel, hogy más nemzet elleni offenzívában nem vesz részt. Ennek ellenére a csatlakozás kihirdetése után zavargások törtek ki Reykjavíkban. A koreai háború kitörése és a hidegháború elmélyülése után 1951-ben újabb megállapodás született, hogy az Egyesült Államok átveszi Izland védelmét és egészen 2006-ig amerikai katonák állomásoztak a szigeten. Kivonulásuk után Izland a skandináv országokkal erősítette meg védelmi kooperációját.
1956 decemberében az 1956-os forradalom 52 magyar menekültjét fogadta be Izland egy ausztriai menekülttáborból (az izlandi vidék fokozódó munkaerőhiányát is mérlegelve), akik közül 25-en telepedtek le végleg a szigeten, izlandi állampolgárságot és nevet is kapva. A Nemzetközi Vöröskereszt ezen kezdeményezése úttörő volt a fiatal állam történetében. A Szovjetunió magyarországi beavatkozásának híre az akkori kormány szovjetbarát politikája alól is kihúzta a talajt az egyébként NATO-tag országban.

## A tőkehalháborúk

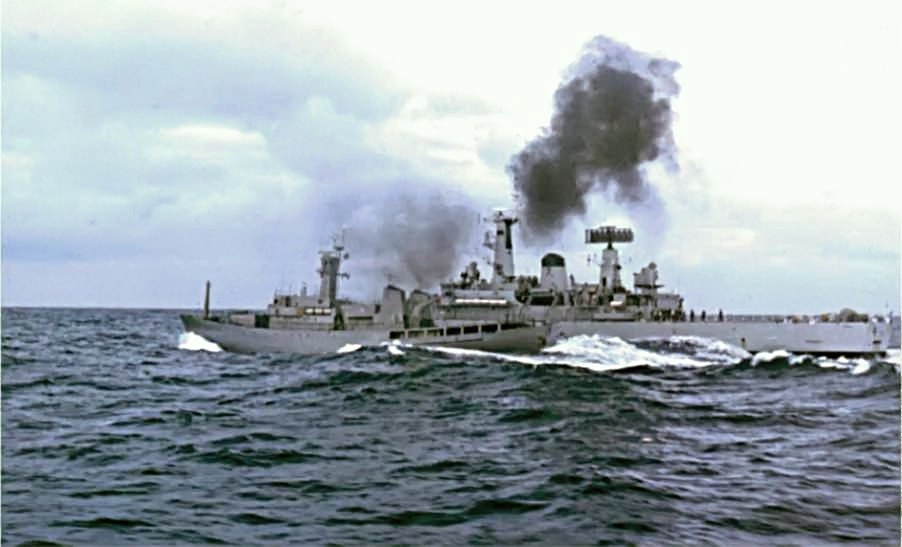
A tőkehal háború során összeütköző angol és izlandi hajók

A halászati jogok miatt Izland több alkalommal is konfliktusba keveredett az Egyesült Királysággal. Az első tőkehalháború 1958-ban tört ki, ekkor Anglia nem tudta megakadályozni, hogy Izland 7 km-ről 22 km-re növelje a sziget körüli kizárólagos halászati zónát. 1972-73-ban a második tőkehalháború során Izland ezt 50 mérföldre (93 km-re), majd a harmadik alkalommal, 1975-ben 200 mérföldre (370 km) növelte. Az angolok nem ismerték el ezeket a döntéseket és továbbra is a vitatott területre küldték halászhajóikat. Izland hat partvédelmi és két hálóvontató hajót küldött a brit hajók távoltartására, mire Anglia 22 fregatt, 7 szállító- és 9 vontatóhajóval válaszolt, amivel 40 halászhajóját védte. A háthónapos konfliktus során néhány lövés is eldördült, de fizikai károkat csak a hajók összeütközése okozott, melynek során néhány tengerész megsérült, sőt meghalt. Az izlandi kormány a keflavíki katonai bázis bezárásával fenyegetőzött, mire amerikai nyomásra a britek formális megállapodás nélkül, de elfogadták a 370 km-es zónát.

## Gazdasági változások

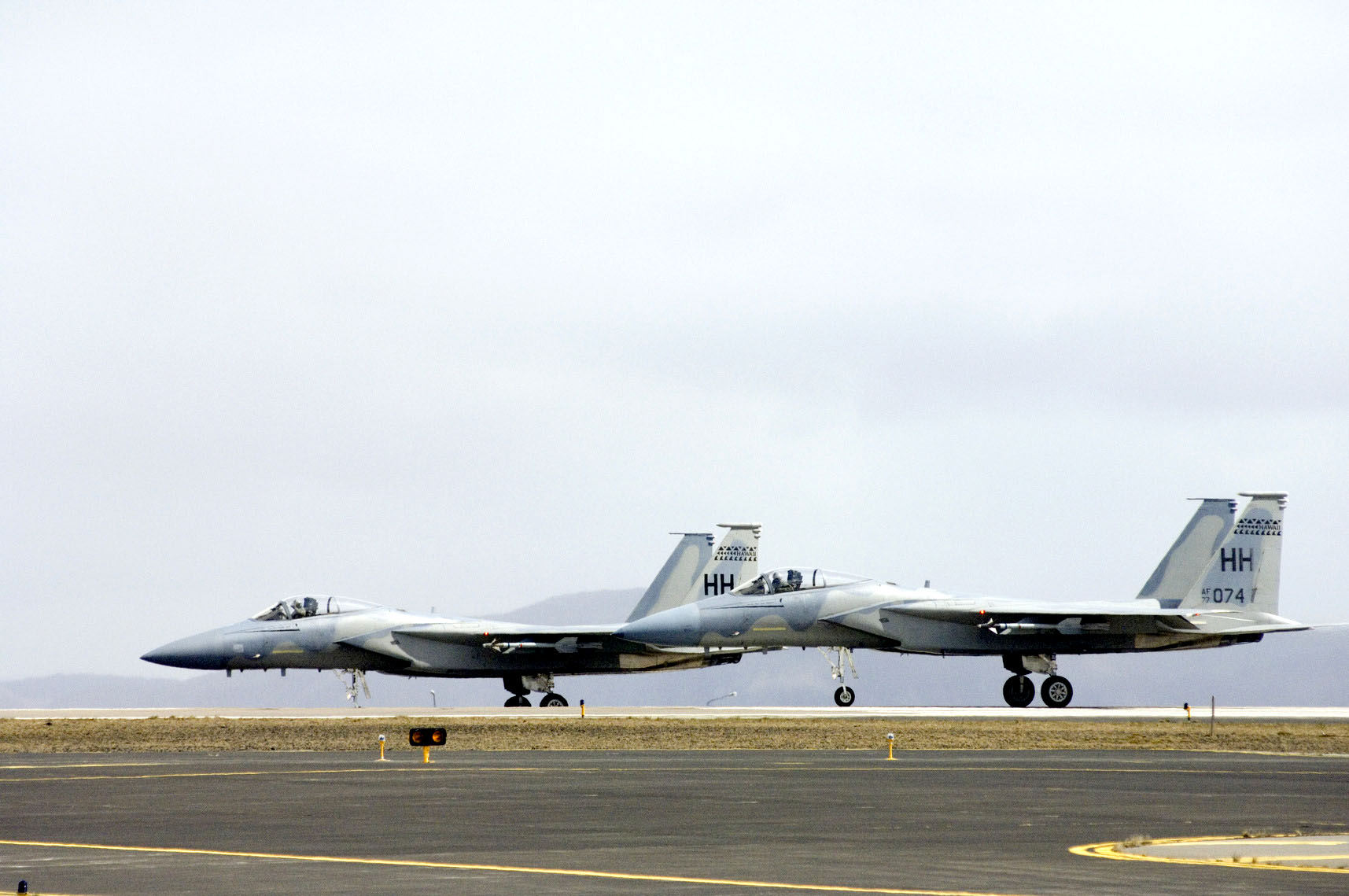
F-15 vadászgépek a keflavíki légibázison

1994-ben Izland csatlakozott az Európai Gazdasági Térséghez. A 90-es években privatizálták az állami cégeket, javult a gazdaság stabilitása és jelentősen csökkent az infláció. A társasági adót 50% körüliről 18%-ra csökkentették és csökkent a vagyonadó és örökösödési adó mértéke is. A 90-es évek közepétől a gazdasági növekedés évi 4% körüli volt. NATO-tagként névlegesen részt vettek a koszovói hadműveletekben és a 2003-as iraki háborúban is. 2006 augusztusában az utolsó amerikai repülőgép is elhagyta a keflavíki légitámaszpontot és egy hónappal az Egyesült Államok végleg kivonult az országból.
2008 októberében a gazdasági világválság hatására összeomlott az izlandi bankrendszer és az ország sürgős hitelekre szorult. A tiltakozó megmozdulások hatására lemondott a kormány és új, szociáldemokrata-zöld kormányzat alakult.
A krízis hatására a 20. század legnagyobb kivándorlási hulláma indult meg, mintegy 5000-en keresték 2009-ben másutt a boldogulásukat. Az új kormánynak sikerült stabilizálnia a gazdaságot és 2012-ben már 1,6%-kal nőtt a GDP.

## Fordítás
- Ez a szócikk részben vagy egészben  a   History of Iceland című angol Wikipédia-szócikk ezen változatának fordításán alapul.  Az eredeti cikk szerkesztőit annak laptörténete sorolja fel. Ez a jelzés csupán a megfogalmazás eredetét és a szerzői jogokat jelzi, nem szolgál a cikkben szereplő információk forrásmegjelöléseként.